# Microperla geei
Microperla geei är en bäcksländeart som beskrevs av Chu 1928. Microperla geei ingår i släktet Microperla och familjen Peltoperlidae. Inga underarter finns listade i Catalogue of Life.